# Tiquilia plicata
Tiquilia plicata är en strävbladig växtart som först beskrevs av John Torrey, och fick sitt nu gällande namn av A. Richards. Tiquilia plicata ingår i släktet Tiquilia och familjen strävbladiga växter. Inga underarter finns listade i Catalogue of Life.

## Bildgalleri

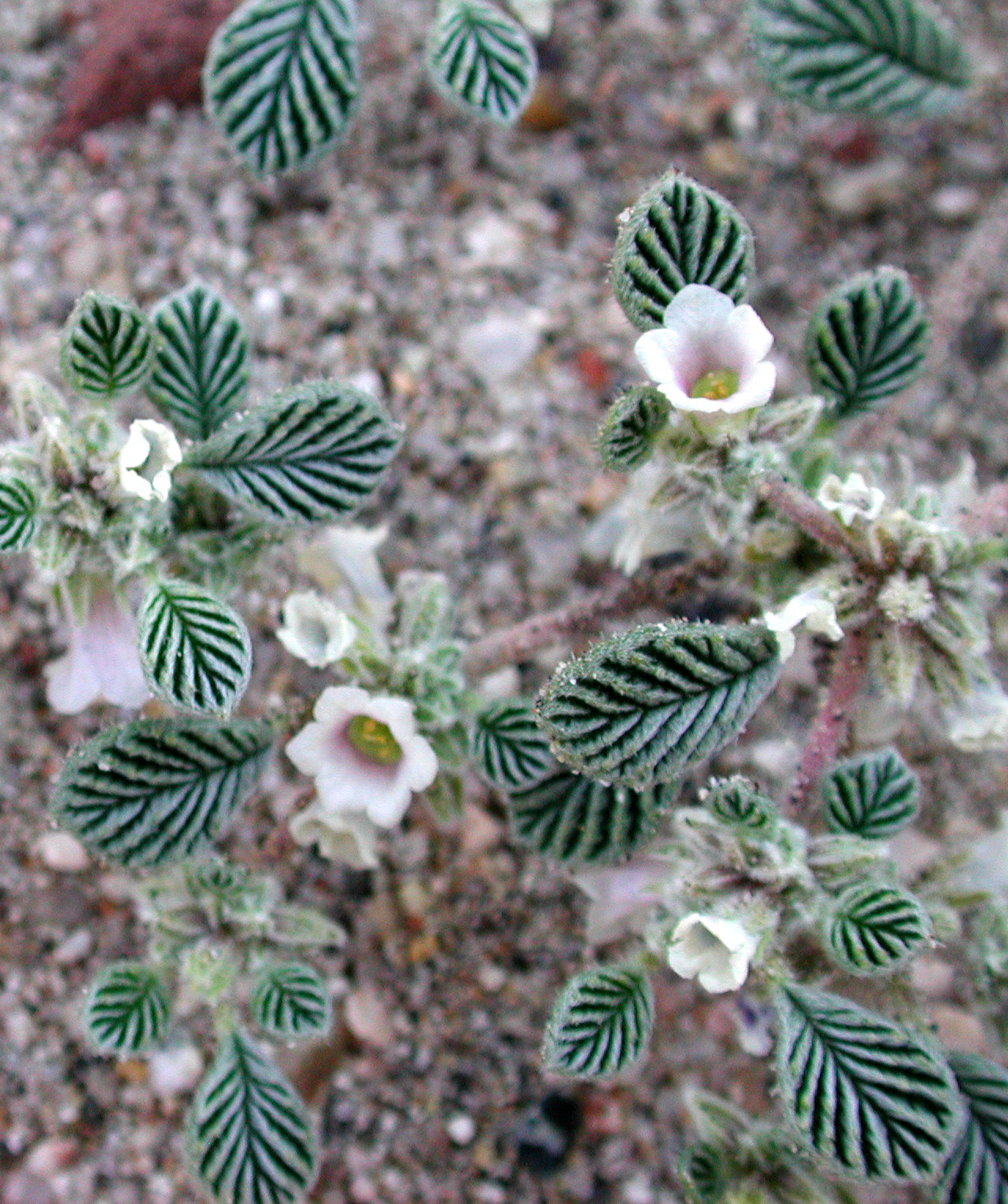